# Galium pruinosum
Galium pruinosum är en måreväxtart som beskrevs av Pierre Edmond Boissier. Galium pruinosum ingår i släktet måror, och familjen måreväxter. Inga underarter finns listade i Catalogue of Life.